# Leucobrephos middendorfii
Leucobrephos middendorfii är en fjärilsart som beskrevs av Ménétriés 1858. Leucobrephos middendorfii ingår i släktet Leucobrephos och familjen mätare. Inga underarter finns listade i Catalogue of Life.